# Vonon II.
Vonon II. Partski (perzijsko ونن دوم‎, grško Ονωνης [Onones]), princ iz Arsakidske dinastije in kralj Atropatene, ki je leta 51  vladal tudi kot kralj Partskega cesarstva, ni znano, † 51.
Bil je drugorojeni sin neimenovane arsakidske princese, ki je bila v sorodu z Vononom I. Partskim, in njenega moža, atropatenskega princa Dareja. Darejeva stara starša po očetovi strani sta bila kralj Artavazd I. Atropatenski in njegova žena Atenaja. Vononov starejši brat je bil partski kralj Artaban III..
Pred prihodom na partski prestol je bil od leta 11 do 51 kralj Atropatene. O tem obdobju njegovega življenja je zelo malo znanega.
Po smrti svojega nečaka Gotarza II. je leta 51 zasedel tudi partski prestol. Njegovo vladanje je bilo kratko, ker je že nekaj mesecev po imenovanju umrl. Nasledil ga je sin Vologas I.. 
Tacit ga opisuje kot vladarja, ki "ni imel niti uspehov niti napak, ki bi se jih splačalo zapomniti. Njegovo vladanje je bilo kratko in neslavno".
Vonon II. je imel z grško konkubino pet sinov, ki so postali kralji Armenije in Partije: Pakorja II., Vologasa I., Kosroja I., Tiridata I. in Mitridata IV.. Sinovi so bili rojeni in odrasli med njegovim kraljevanjem v Atropateni.
| Vonon II. Arsakidska dinastijaRojen: ni znano Umrl: 51 |                                                |                       |
| Vladarski nazivi                                       |                                                |                       |
| Predhodnik: Gotarz II.                                 | Veliki kralj (šah) Partskega cesarstva 51 – 51 | Naslednik: Vologas I. |